# Werner III. (Maden)

Die Reichssturmfahne war eine Standarte mit langem rotem Wimpel (Replik)

Werner III. (* um 1040/45; † 24. Februar 1065) war Reichssturmfähnrich und enger Gefährte König Henrichs IV. Er war Graf von Maden, an der mittleren Lahn (Weilburg), im Neckargau und im Thurgau.

## Herkunft
Werner III. war der einzige Sohn des Grafen Werner II. von Maden und im Neckargau, der am 18. Juni 1053 in der Normannenschlacht von Civitate zusammen mit seinem Bruder Adalbert II. von Winterthur und ihrem Vetter Burkhard II. von Nellenburg für den mit ihnen verwandten Papst Leo IX. gefallen war. Da Werner beim Tode seines Vaters noch minderjährig war, verwaltete vermutlich seine unbekannte Mutter das hessische Erbe, während ein Vetter seines Vaters, Eberhard der Selige von Nellenburg, in Schwaben die Rolle des Vormunds übernommen haben soll und zeitweise als Graf im Neckargau amtierte.
Werner III. nannte sich auch Werner von Grüningen, wohl um zu betonen, dass er ein Spross der Grafenfamilie war, die das Vorstreitrecht und Erbamt des Reichssturmfähnrichs innehatte, welches mit dem Reichslehen von Burg und Stadt Grüningen (heute Markgröningen) verbunden war.

## Gefährte des jungen Königs
Von 1061 an, inzwischen volljährig geworden, war Werner offiziell Inhaber der Grafschaft Maden im Hessengau, welche die Gebiete um Fritzlar, Rotenburg, Spangenberg, Melsungen und Homberg an der Efze umfasste. Dazu kamen ab 1062 bzw. 1065 zumindest Teile der Ohm-Lahn-Grafschaft (Weilburg), Großen-Linden südwestlich von Gießen, und Homberg an der Ohm. Von seinem Großvater Werner I. von Winterthur stammten außerdem Eigengüter und Lehen bei der Kyburg im Thurgau, im Neckargau, im Rheingau und in Worms.
Er scheint, trotz seiner Jugend, erheblichen Einfluss auf den noch jüngeren, erst 1050 geborenen und vermutlich mit ihm verwandten König Heinrich IV. gehabt zu haben. Jedenfalls spricht ihm Lambert von Hersfeld neben Kaiserin Agnes und Erzbischof Adalbert von Bremen entscheidenden Einfluss auf die Reichspolitik dieser Jahre zu. Allerdings war der Chronist ein entschiedener Gegner des Erzbischofs und des „mächtigen“ und ob seiner „Wildheit“ offenbar gefürchteten Grafen Werner, der 1064 Lamberts Kloster, der Reichsabtei Hersfeld, mit Unterstützung des Königs ein Gut in Kirchberg bei Gudensberg entwendet hatte.
Werner war mit Willebirg von Achalm verheiratet, durch die er und in der Folge sein Sohn weiteren schwäbischen Besitz erlangte. Im Januar 1065 erhob König Heinrich IV. Werners minderjährigen Schwager Werner II. von Achalm zum Bischof von Straßburg – eine Kirchenrecht ignorierende Gefälligkeit, mit der sich die Beteiligten den Vorwurf der Simonie einhandelten und die zum Investiturstreit beitragen sollte.

## Ende
Am 24. Februar 1065 mischte sich Graf Werner in Ingelheim in ein Handgemenge ein, in das seine Vasallen wegen Plünderei geraten sein sollen. Dabei wurde er durch den Keulenhieb eines „der niedrigsten Leibeigenen unseres Klosters oder, wie andere sagen, einer Tänzerin“ aufs Haupt niedergestreckt. Laut Lambert von Hersfeld wurde der Schwerverletzte sodann zum Königshof getragen, wo ihm die dort anwesenden Bischöfe zusetzten, den unrechtmäßig angeeigneten Meierhof in Kirchberg dem Kloster Hersfeld zurückzugeben: „Er aber fügte sich auf keine Weise, bis die Bischöfe einstimmig drohten, dem Sterbenden das heilige Abendmahl nicht reichen zu wollen, wenn er nicht vorher von einer so großen Sünde sich entlastet hätte.“ Als er schließlich nachgegeben hatte, „verschied er gleich darauf“.
Werner III. hinterließ einen etwa fünfjährigen Sohn, Werner IV., der als letzter Vertreter seines Hauses ebenfalls an der Seite Heinrichs IV. und schließlich dessen Sohnes Heinrich V. zu finden war.